# نافساري
نافساري رمزها «NV» (بالإنجليزية: Navsari)‏ ، هو تقسيم إداري لدولة الهند تتبع ولاية غوجارات (بالإنجليزية: Gujarat)‏ ، مركزها هو مدينة نافساري (بالإنجليزية: Navsari)‏ عدد سكانها حسب تعداد سنة 2001 هو 1,229,250 ، مساحتها 2,211 كم² وكثافة السكان 556 لكل كم² .

## أعلام
- جامستجي تاتا